# Messingsalmler
Der Messingsalmler (Hemigrammus rodwayi), auch als Goldtetra oder Glanztetra  bekannt, ist ein Salmler der Familie Acestrorhamphidae. Er lebt in den Flüssen des unteren Amazonasbeckens und Guayanas, wo er sich von Mückenlarven und Kleinkrebsen ernährt.

## Merkmale
Der Messingsalmler wird 4, nach fraglichen Angaben auch 5,5 cm lang. Er ist langgestreckt und seitlich abgeflacht. Die Farbe gesunder Fische ist graugrün bis graugelb, die Oberseite ist eher oliv, die Unterseite heller. Ein silbriges Seitenband erstreckt sich von der Höhe der Rückenflosse bis in einen schwarzen Fleck auf der Schwanzwurzel. Die Schuppen auf der Körperoberseite haben dunkle Ränder. Jeder Lobus der Schwanzflosse trägt an seiner Basis einen kirschroten Fleck. Die Rückenflosse hat eine rötliche Basis, die Afterflosse ist rötlich mit einem weißen Vorderrand. Die Geschlechter sind nur schwer zu unterscheiden, Weibchen sind eventuell im Bauchraum fülliger, ihre Flossen sind gelblich, der Afterflosse fehlt der weiße Vorderrand.
Flossenformel: Dorsale II/8–9, Anale IV/19–21, Pectorale 1/9–11, Ventrale I/7

## Fortpflanzung
Wie alle Salmler der Gattung Hemigrammus ist der Messingsalmler ein Freilaicher, der keine Brutpflege betreibt.

## Der Goldtetra
Die Art ist krankheitsanfällig und wird besonders häufig von den Larven (Metacercarien) bestimmter Saugwürmer (Trematoda) befallen. Die Fische kapseln die Parasiten durch Guanin-Ausscheidungen ein, was den Fischen eine goldene Färbung verleiht und sie für die Aquaristik interessant macht. Die befallenen Fische sind fast ausschließlich Männchen. Die pathologische Form wurde 1955 von Schultz und Axelrod als eigene Art (Hemigrammus armstrongi) beschrieben.

## Systematik
Der Messingsalmler wurde 1909 durch die US-amerikanische Ichthyologin Marion Lee Durbin unter dem heute noch gültigen Namen Hemigrammus rodwayi erstmals wissenschaftlich beschrieben. Die Gattung Hemigrammus ist jedoch nicht monophyletisch, sondern besteht aus mehreren Kladen, die sogar zu unterschiedlichen Unterfamilien in der Familie Acestrorhamphidae gehören. Während der Schwanzstrichsalmler (Hemigrammus unilineatus), die Typusart von Hemigrammus, und zahlreiche andere Arten zur Unterfamilie Pristellinae gehört, ist der Messingsalmler ein Angehöriger der Unterfamilie Stichonodontinae. Er bildet dort eine Klade mit einigen anderen Hemigrammus-Arten und einigen Arten aus anderen Gattungen, darunter Hyphessobrycon stegemanni und Moenkhausia bonita.

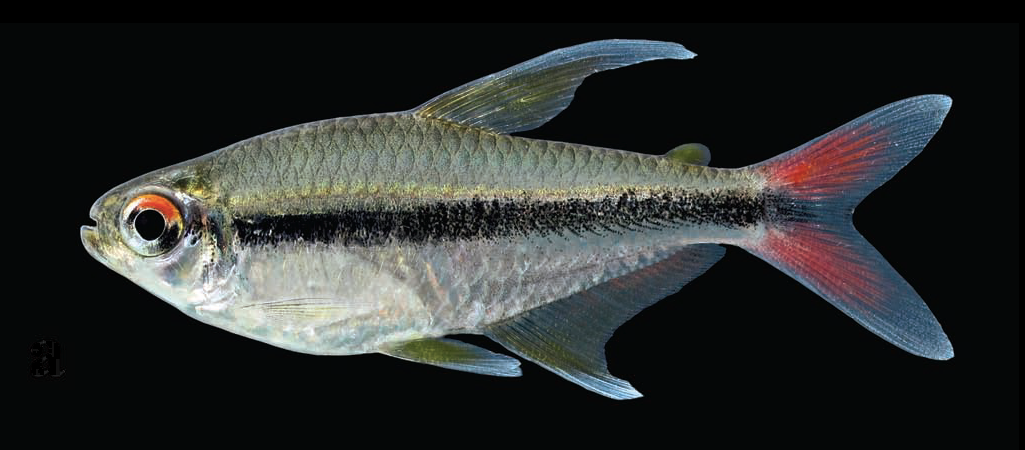
Hemigrammus ataktos
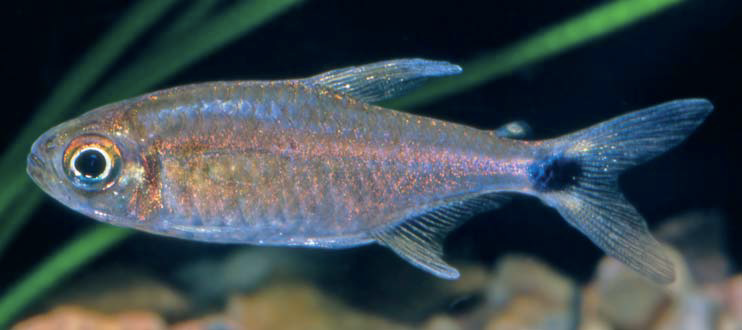
Hemigrammus schmardae
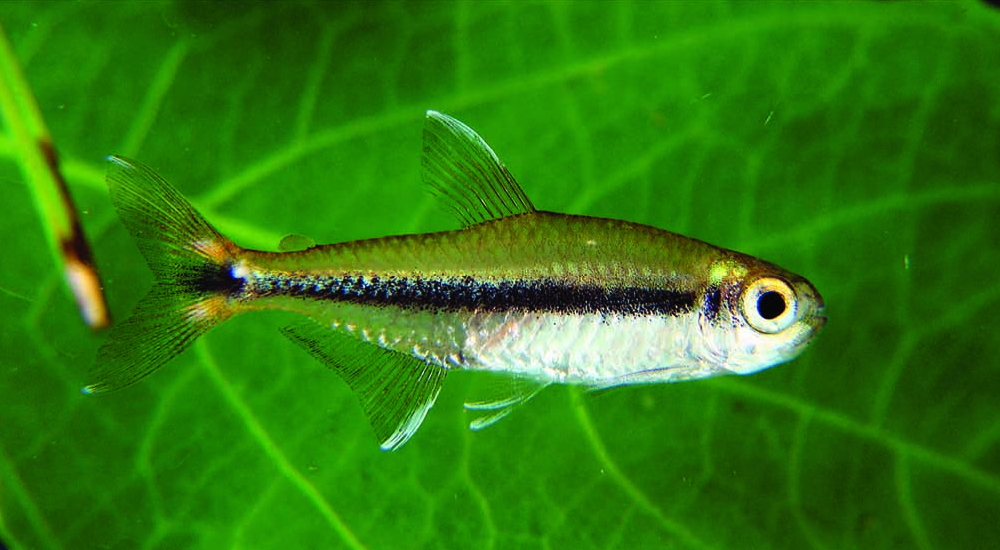
Hyphessobrycon stegemanni
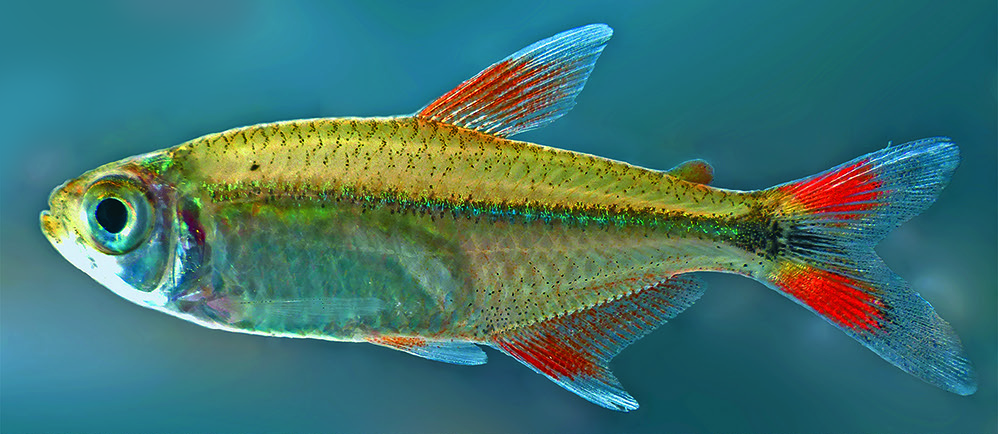
Moenkhausia bonita

## Belege
1. ↑  Marion Lee Durbin: Reports on the expedition to British Guiana of the Indiana University and the Carnegie Museum, 1908. Report No. 2. A new genus and twelve new species of tetragonopterid characins. Annals of the Carnegie Museum V. 6, Nr. 1.
2. ↑  Bruno F Melo, Rafaela P Ota, Ricardo C Benine, Fernando R Carvalho, Flavio C T Lima, George M T Mattox, Camila S Souza, Tiago C Faria, Lais Reia, Fabio F Roxo, Martha Valdez-Moreno, Thomas J Near, Claudio Oliveira (2024): Phylogenomics of Characidae, a hyper-diverse Neotropical freshwater fish lineage, with a phylogenetic classification including four families (Teleostei: Characiformes) Zoological Journal of the Linnean Society, Volume 202, Issue 1, September 2024, doi: 10.1093/zoolinnean/zlae101